# Apaturopsis schultzei
Apaturopsis schultzei är en fjärilsart som beskrevs av Schmidt 1921. Apaturopsis schultzei ingår i släktet Apaturopsis och familjen praktfjärilar. Inga underarter finns listade i Catalogue of Life.